# 러시아의 연방주체
러시아의 연방주체, 러시아 연방의 주체(러시아어: субъекты Российской Федерации subyekty Rossiyskoy Federatsii[*])라고도 함. 또는 단순히 연방주체(러시아어: субъекты федерации subyekty federatsii[*])로서, 러시아의 최상위 정치 부서인 구성 기관이다, 최고 수준의 정치적 분열체이다. 러시아 헌법에 따르면 연방은 공화국, 변경주, 주, 연방시, 자치주, 그리고 자치구로 구성되어 있으며, 이들 모두 연방의 동등한 주체다.
모든 연방주체는 자체 수상, 의회, 고등법원 등을 갖는다. 각 주체는 자체 법률과 명령, 조례, 규칙 등을 갖지만 이러한 기관의 권한은 다르다. 주체는 연방정부 기관과 관련하여 동등한 권리를 갖는다. 주체는 연방의회의 상원인 연방의회에서 동등한 대표권(각각 2명의 대표)을 갖는다. 주체는 누리는 자치권의 정도가 다르다. 공화국은 더 많은 자치권을 부여받는다.
구 소련 러시아는 소련 내의 러시아 소비에트 연방 사회주의 공화국의 역사 동안 형성되었으며 1991년 소련 해체 당시에는 변하지 않았다. 1992년 소위 "주권 퍼레이드", 분리주의 감정 및 러시아 내의 법의 전쟁 동안 러시아 지역은 연방조약에 서명했다. (러시아어: Федеративный договор Federativnyy dogovor[*]), 러시아 정부 기관과 구성 기관의 정부 기관 간의 권한 및 권한 분할을 기반으로 러시아의 현재 내부 구성을 수립하고 규제한다. 연방 조약은 1978년 러시아 SFSR 헌법의 텍스트에 포함되었다. 1993년 12월 12일 연방 국민투표로 채택된 현재 러시아 헌법은 1993년 12월 25일에 발효되었으며 블라디미르 레닌이 1918년에 도입하고 국가에서 분리할 권리와 연방 주체의 무제한 주권(실제로 분리는 허용되지 않음)에 기반한 소련 정부 체제 모델을 폐지했으며 이는 국가의 통합과 연방법에 상충된다. 새로운 헌법은 여러 가지 법적 갈등을 제거하고 지역의 권리를 보호하며 지방 자치 정부를 도입했으며 소련 시대에 국가에서 분리할 권리를 부여하지 않았다. 1990년대 후반과 2000년대 초반에 정치 시스템은 다른 현대 공화주의 정부 형태를 가진 연방주와 법적으로 더 가까워졌다. 2000년대에 블라디미르 푸틴과 집권 통합 러시아당의 정책에 따라 러시아 의회는 세수입 분배를 변경하고, 지역 선거 횟수를 줄였으며, 연방 당국에 더 많은 권한을 부여했다.
러시아 연방은 1993년에 89개의 연방주체로 구성되었다. 합병으로 인해 2008년에는 83개로 줄었다. 러시아는 2014년에 우크라이나에서 크림반도를 합병했으며, 러시아 정부는 세바스토폴과 크림 공화국이 러시아의 84번째와 85번째 연방주체라고 주장했지만, 이는 국제적으로 인정되지 않았다. 2022년 러시아의 우크라이나 침공 동안 러시아는 우크라이나의 4개 주를 합병했다고 주장했다. 하지만 이 주들은 여전히 국제적으로 우크라이나의 일부로 인정받고 있으며 러시아가 일부만 점령하고 있다.

## 용어
러시아 헌법의 러시아어에서 영어로 공식 정부 번역본은 "러시아 연방의 주체"이라는 용어를 사용한다. 예를 들어, 제5조는 "러시아 연방은 공화국, 변경주, 주, 연방적 중요성이 있는 도시들, 자치주, 자치구로 구성되며, 러시아 연방의 구성 기관으로서 동등한 권리를 가진다"라고 되어 있다. Garant-Internet에서 제공한 번역에서는 대신 "러시아 연방의 주체"라는 용어를 사용했다.
번역가인 톰 페넬은 2008년 미국 번역가 협회 컨퍼런스에서 "주제"보다 "러시아 연방의 구성 기관"이 더 나은 번역이라고 말했다. 이는 골츠블라트 BLP의 번역부장인 타마라 네크라소바의 주장을 뒷받침하는데, 그녀는 2011년 번역가 컨퍼런스에서 한 프레젠테이션에서 "러시아 연방의 구성 기관이 러시아 연방의 주체보다 더 적절하다(주체는 군주제의 경우 괜찮다.)"고 말했다.
| 순위 (헌법 및 ISO에 명시된 바와 같이) | 러시아어                     | 러시아어                       | 헌법의 영어 번역본                           | 헌법의 영어 번역본                | ISO 3166-2:RU (ISO 3166-2 뉴스레터 II-2 (2010년 6월 30일))                                 |
| 순위 (헌법 및 ISO에 명시된 바와 같이) | (키릴 문자)                  | (라틴어)                       | 공식                                         | 비공식                            | ISO 3166-2:RU (ISO 3166-2 뉴스레터 II-2 (2010년 6월 30일))                                 |
| ------------------------------------- | ---------------------------- | ------------------------------ | -------------------------------------------- | --------------------------------- | ------------------------------------------------------------------------------------------ |
| 빈칸                                  | субъект Российской Федерации | sub'yekt Rossiyskoy Federatsii | constituent entity of the Russian Federation | subject of the Russian Federation | (언급되지 않음)                                                                            |
| 1                                     | республика                   | respublika                     | republic                                     | republic                          | republic                                                                                   |
| 2                                     | край                         | kray                           | kray                                         | territory                         | administrative territory                                                                   |
| 3                                     | область                      | oblastʹ                        | oblast                                       | region                            | administrative region                                                                      |
| 3                                     | город федерального значения  | gorod federalʹnogo znacheniya  | city of federal significance                 | city of federal importance        | autonomous city (the Russian term used in ISO 3166-2 is автономный город avtonomnyy gorod) |
| 5                                     | автономная область           | avtonomnaya oblastʹ            | autonomous oblast                            | autonomous region                 | autonomous region                                                                          |
| 6                                     | автономный округ             | avtonomnyy okrug               | autonomous okrug                             | autonomous area                   | autonomous district                                                                        |

## 종류
각 연방주체는 다음 유형 중 하나에 속한다.
| 범례                   | 설명 |
| ---------------------- | --- |
| 21개 공화국 3개 미승인 | 명목상 자율적이고, 각각 자체 법률, 언어 및 입법부를 가지고 있지만 국제 문제에서는 연방정부에 의해 대표된다. 대부분은 특정 소수민족의 본거지로 지정되어 명목민족 또는 국가로 지정된다. 도네츠크주와 루간스크주는 국제적으로 우크라이나의 일부로 인정되지만 2014년 러시아와 러시아가 통제하는 군대에 의해 부분적으로 점령되었고 2022년 러시아에 의해 도네츠크 인민공화국과 루간스크 인민공화국으로 합병되었다고 선언되었다. 크림 자치 공화국은 국제적으로 우크라이나의 일부로 인정되지만 2014년 러시아에 의해 크림 공화국으로 점령되고 합병되었다. |
| 9개 변경주             | 모든 의도와 목적에 있어서 변경주는 법적으로 오블라스티와 동일하다. "변경주"("국경" 또는 "영토")라는 타이틀은 역사적이며 특정 역사 기간의 지리적(국경) 위치와 관련이 있다. 현재의 변경주는 국경과 관련이 없다. |
| 46개 주 2개 미승인     | 가장 일반적인 유형으로, 주지사와 지역 선출 의회가 있다. 일반적으로 행정 중심지의 이름을 따서 명명되었다. 칼리닌그라드주는 다른 국가에 의해 러시아의 나머지 지역 전체와 지리적으로 분리되어 있다. 헤르손주와 자포리자주는 국제적으로 우크라이나의 일부로 인정되지만, 러시아군이 일부 점령하여 2022년에 합병을 선언했다. |
| 2개 연방시 1개 미승인  | 별도의 지역으로 기능하고 다른 도시와 마을을 포함하는 주요 도시(젤레노그라드, 트로이츠크, 크론슈타트, 콜피노 등) – 우편번호의 이전 구조를 유지한다. 세바스토폴은 국제적으로 우크라이나의 일부로 인정되었지만 2014년에 러시아에 점령 및 합병되었다. |
| 1개 자치주             | 자치주는 전통적인 주에 비해 권한이 더 크지만 공화국으로 간주될 만큼 충분하지 않다. 유일하게 남은 것은 유대인 자치주이다. 러시아는 이전에 1991년 7월 3일에 공화국으로 바뀐 다른 4개의 자치주를 가지고 있었다. |
| 4개 자치구             | 때때로 "자치구", "자치지역" 또는 "자치주"로 지칭되며, 각각은 상당수 또는 우세한 소수민족을 명목민족으로 지정한다. 추콧카를 제외하고, 각 자치구는 다른 주(아르한겔스크 또는 튜멘)의 일부이며, 연방주체로서 독립적으로 기능한다. |

## 목록
| 러시아 연방의 연방주체 | 러시아 연방의 연방주체 | 러시아 연방의 연방주체              | 러시아 연방의 연방주체 | 러시아 연방의 연방주체 | 러시아 연방의 연방주체 | 러시아 연방의 연방주체 | 러시아 연방의 연방주체                    | 러시아 연방의 연방주체 | 러시아 연방의 연방주체 | 러시아 연방의 연방주체 | 러시아 연방의 연방주체 | 러시아 연방의 연방주체 | 러시아 연방의 연방주체 |
| 번호                   | 이름                   | 수도/ 행정수도[a]                   | 국기                   | 국장                   | 유형                   | | 주체 수반                                 | 연방관구               | 경제지구               | 면적 (km2)             | 인구                   | 인구                   | 설립                   |
| 번호                   | 이름                   | 수도/ 행정수도[a]                   | 국기                   | 국장                   | 유형                   | 민족 | 주체 수반                                 | 연방관구               | 경제지구               | 면적 (km2)             | 총                     | 밀도 (km2)             | 설립                   |
| ---------------------- | ---------------------- | ----------------------------------- | ---------------------- | ---------------------- | ---------------------- | --- | ----------------------------------------- | ---------------------- | ---------------------- | ---------------------- | ---------------------- | ---------------------- | ---------------------- |
| 01                     | 아디게야               | 마이코프                            |                        |                        | 공화국                 | 체르케스인 | 무라트 쿰필로프 (통합 러시아)             | 남부                   | 북캅카스               | 7,792                  | 496,934                | 63.77                  | 1922                   |
| 02                     | 바시코르토스탄         | 우파                                |                        |                        | 공화국                 | 바시키르 | 라디 하비로프 (통합 러시아)               | 볼가                   | 우랄                   | 142,947                | 4,091,423              | 28.62                  | 1919                   |
| 03                     | 부랴티야               | 울란우데                            |                        |                        | 공화국                 | 부랴트인 | 알렉세이 치데노프 (통합 러시아)           | 극동                   | 동시베리아             | 351,334                | 978,588                | 2.79                   | 1923                   |
| 04                     | 알타이                 | 고르노알타이스크                    |                        |                        | 공화국                 | 알타이인 | 올레크 호로호르딘 (무소속)                | 시베리아               | 서시베리아             | 92,903                 | 210,924                | 2.27                   | 1922                   |
| 05                     | 다게스탄               | 마하치칼라                          |                        |                        | 공화국                 | - 아굴인 - 아바르인 - 아제르바이잔인 - 체첸인 - 다르긴인 - 쿠미크인 - 라크인 - 레즈긴인 - 노가이인 - 루툴인 - 타바사란인 - 타트인 - 차쿠르인 | 세르게이 멜리코프 (무소속)                | 북캅카스               | 북캅카스               | 50,270                 | 3,182,054              | 63.30                  | 1921                   |
| 06                     | 인구셰티야             | 마가스 (최대도시: 나즈란)           |                        |                        | 공화국                 | 인구시인 | 마흐무드알리 칼리마토프 (통합 러시아)     | 북캅카스               | 북캅카스               | 3,628                  | 509,541                | 163.16                 | 1992                   |
| 07                     | 카바르디노발카리야     | 날치크                              |                        |                        | 공화국                 | 발카르인, 카바르다인 | 카즈베크 코코프 (통합 러시아)             | 북캅카스               | 북캅카스               | 12,470                 | 904,200                | 72.51                  | 1936                   |
| 08                     | 칼미키야               | 옐리스타                            |                        |                        | 공화국                 | 칼미크인 | 바투 하시코프 (통합 러시아)               | 남부                   | 볼가                   | 74,731                 | 267,133                | 3.57                   | 1957                   |
| 09                     | 카라차예보체르케시야   | 체르케스크                          |                        |                        | 공화국                 | 압하스인, 카바르다인, 카라차이인, 노가이인                                                                                                   | 라시드 테레조프 (통합 러시아)             | 북캅카스               | 북캅카스               | 14,277                 | 469,865                | 32.91                  | 1957                   |
| 10                     | 카렐리야               | 페트로자보츠크                      |                        |                        | 공화국                 | 카렐인 | 아르투르 파르펜치코프 (통합 러시아)       | 북서                   | 북부                   | 180,520                | 533,121                | 2.95                   | 1956                   |
| 11                     | 코미                   | 식팁카르                            |                        |                        | 공화국                 | 코미인 | 블라디미르 우이바 (통합 러시아)           | 북서                   | 북부                   | 416,774                | 737,853                | 1.77                   | 1921                   |
| 12                     | 마리옐                 | 요시카르올라                        |                        |                        | 공화국                 | 마리인 | 유리 자이체프 (통합 러시아, 연기)         | 볼가                   | 볼가뱟카               | 23,375                 | 677,097                | 28.97                  | 1920                   |
| 13                     | 모르도비야             | 사란스크                            |                        |                        | 공화국                 | 모르드바인 | 아르툠 즈두노프 (통합 러시아)             | 볼가                   | 볼가뱟카               | 26,128                 | 783,552                | 29.99                  | 1930                   |
| 14                     | 사하                   | 야쿠츠크                            |                        |                        | 공화국                 | 야쿠트인 | 아이센 니콜라예프 (통합 러시아)           | 극동                   | 극동                   | 3,083,523              | 995,686                | 0.32                   | 1922                   |
| 15                     | 북오세티야-알라니야    | 블라디캅카스                        |                        |                        | 공화국                 | 오세트인 | 세르게이 메냐일로 (통합 러시아)           | 북캅카스               | 북캅카스               | 7,987                  | 687,357                | 86.06                  | 1924                   |
| 16                     | 타타르스탄             | 카잔                                |                        |                        | 공화국                 | 타타르인 | 루스탐 미니하노프 (통합 러시아)           | 볼가                   | 볼가                   | 67,847                 | 4,004,809              | 59.03                  | 1920                   |
| 17                     | 투바                   | 크즐                                |                        |                        | 공화국                 | 투바인 | 블라디슬라프 코발리크 (통합 러시아)       | 시베리아               | 동시베리아             | 168,604                | 336,651                | 2.00                   | 1944                   |
| 18                     | 우드무르티야           | 이젭스크                            |                        |                        | 공화국                 | 우드무르트 | 알렉산드르 브레찰로프 (통합 러시아)       | 볼가                   | 우랄                   | 42,061                 | 1,452,914              | 34.54                  | 1920                   |
| 19                     | 하카시야               | 아바칸                              |                        |                        | 공화국                 | 하카스인 | 발렌틴 코노발로프 (공산당)                | 시베리아               | 동시베리아             | 61,569                 | 534,795                | 8.69                   | 1930                   |
| 20[e]                  | 체첸                   | 그로즈니                            |                        |                        | 공화국                 | 체첸인 | 람잔 카디로프 (통합 러시아)               | 북캅카스               | 북캅카스               | 16,165                 | 1,510,824              | 93.43                  | 1991                   |
| 21                     | 추바시야               | 체복사리                            |                        |                        | 공화국                 | 추바시인 | 올레크 니콜라예프 (SRZP)                  | 볼가                   | 볼가밧캬               | 18,343                 | 1,186,909              | 64.71                  | 1920                   |
| 22                     | 알타이                 | 바르나울                            |                        |                        | 변경주                 | | 빅토르 토멘코 (통합 러시아)               | 시베리아               | 서시베리아             | 167,996                | 2,163,693              | 12.88                  | 1937                   |
| 23                     | 크라스노다르           | 크라스노다르                        |                        |                        | 변경주                 | | 베니아민 콘드라톄프 (통합 러시아)         | 남부                   | 북캅카스               | 75,485                 | 5,838,273              | 77.34                  | 1937                   |
| 24                     | 크라스노야르스크       | 크라스노야르스크                    |                        |                        | 변경주                 | | 미하일 코튜코프 (통합 러시아)             | 시베리아               | 동시베리아             | 2,366,797              | 2,856,971              | 1.21                   | 1934                   |
| 25                     | 프리모르스키           | 블라디보스토크                      |                        |                        | 변경주                 | | 올레크 코제먀코 (통합 러시아)             | 극동                   | 극동                   | 164,673                | 1,845,165              | 11.21                  | 1938                   |
| 26                     | 스타브로폴             | 스타브로폴                          |                        |                        | 변경주                 | | 블라디미르 블라디미로프 (통합 러시아)     | 북캅카스               | 북캅카스               | 66,160                 | 2,907,593              | 43.95                  | 1934                   |
| 27                     | 하바롭스크             | 하바롭스크                          |                        |                        | 변경주                 | | 미하일 데그티아레프 (LDPR)                | 극동                   | 극동                   | 787,633                | 1,292,944              | 1.64                   | 1938                   |
| 28                     | 아무르                 | 블라고베셴스크                      |                        |                        | 주                     | | 바실리 오를로프 (통합 러시아)             | 극동                   | 극동                   | 361,908                | 766,912                | 2.12                   | 1932                   |
| 29                     | 아르한겔스크           | 아르한겔스크                        |                        |                        | 주                     | | 알렉산더 치불스키 (통합 러시아)           | 북서                   | 북부                   | 413,103                | 978,873                | 2.37                   | 1937                   |
| 30                     | 아스트라한             | 아스트라한                          |                        |                        | 주                     | | 이고르 바부시킨 (무소속)                  | 남부                   | 볼가                   | 49,024                 | 960,142                | 19.59                  | 1943                   |
| 31                     | 벨고로드               | 벨고로드                            |                        |                        | 주                     | | 뱌체슬라프 글라드코프 (통합 러시아)       | 중앙                   | 중앙흑지구             | 27,134                 | 1,540,486              | 56.77                  | 1954                   |
| 32                     | 브랸스크               | 브랸스크                            |                        |                        | 주                     | | 알렉산더 보고마즈 (통합 러시아)           | 중앙                   | 중앙                   | 34,857                 | 1,169,161              | 33.54                  | 1944                   |
| 33                     | 블라디미르             | 블라디미르                          |                        |                        | 주                     | | 알렉산드르 아브데예프 (통합 러시아, 연기) | 중앙                   | 중앙                   | 29,084                 | 1,348,134              | 46.35                  | 1944                   |
| 34                     | 볼고그라드             | 볼고그라드                          |                        |                        | 주                     | | 안드레이 보차로프 (무소속)                | 남부                   | 볼가                   | 112,877                | 2,500,781              | 22.15                  | 1937                   |
| 35                     | 볼로그다               | 볼로그다 (최대도시: 체레포베츠)     |                        |                        | 주                     | | 올레크 쿠브신니코프 (통합 러시아)         | 북서                   | 북부                   | 144,527                | 1,142,827              | 7.91                   | 1937                   |
| 36                     | 보로네시               | 보로네시                            |                        |                        | 주                     | | 알렉산드르 구세프 (통합 러시아)           | 중앙                   | 중앙흑지구             | 52,216                 | 2,308,792              | 44.22                  | 1934                   |
| 37                     | 이바노보               | 이바노보                            |                        |                        | 주                     | | 스타니슬라프 보스크레센스키 (무소속)      | 중앙                   | 중앙                   | 21,437                 | 927,828                | 43.28                  | 1936                   |
| 38                     | 이르쿠츠크             | 이르쿠츠크                          |                        |                        | 주                     | | 이고르 코브제프 (무소속)                  | 시베리아               | 동시베리아             | 774,846                | 2,370,102              | 3.06                   | 1937                   |
| 39                     | 칼리닌그라드           | 칼리닌그라드                        |                        |                        | 주                     | | 안톤 알리하노프 (통합 러시아)             | 북서                   | 칼리닌그라드           | 15,125                 | 1,029,966              | 68.10                  | 1946                   |
| 40                     | 칼루가                 | 칼루가                              |                        |                        | 주                     | | 블라디슬라프 샤프샤 (통합 러시아)         | 중앙                   | 중앙                   | 29,777                 | 1,069,904              | 35.93                  | 1944                   |
| 41                     | 캄차카                 | 페트로파블롭스크캄차츠키            |                        |                        | 변경주                 | | 블라디미르 솔로도프 (무소속)              | 극동                   | 극동                   | 464,275                | 291,705                | 0.63                   | 2007                   |
| 42                     | 케메로보               | 케메로보                            |                        |                        | 주                     | | 세르게이 치빌료프 (통합 러시아)           | 시베리아               | 서시베리아             | 95,725                 | 2,600,923              | 27.17                  | 1943                   |
| 43                     | 키로프                 | 키로프                              |                        |                        | 주                     | | 알렉산드르 소콜로프 (통합 러시아, 연기)   | 볼가                   | 볼가밧캬               | 120,374                | 1,153,680              | 9.58                   | 1934                   |
| 44                     | 코스트로마             | 코스트로마                          |                        |                        | 주                     | | 세르게이 시트니코프 (무소속)              | 중앙                   | 중앙                   | 60,211                 | 580,976                | 9.65                   | 1944                   |
| 45                     | 쿠르간                 | 쿠르간                              |                        |                        | 주                     | | 바딤 숨코프 (무소속)                      | 우랄                   | 우랄                   | 71,488                 | 776,661                | 10.86                  | 1943                   |
| 46                     | 쿠르스크               | 쿠르스크                            |                        |                        | 주                     | | 로만 스타로보이트 (통합 러시아)           | 중앙                   | 중앙흑지구             | 29,997                 | 1,082,458              | 36.09                  | 1934                   |
| 47                     | 레닌그라드             | 최대도시: 가치나[b]                 |                        |                        | 주                     | | 알렉산드르 드로즈덴코 (통합 러시아)       | 북서                   | 북서                   | 83,908                 | 2,000,997              | 23.85                  | 1927                   |
| 48                     | 리페츠크               | 리페츠크                            |                        |                        | 주                     | | 이고르 아르타모노프 (통합 러시아)         | 중앙                   | 중앙흑지구             | 24,047                 | 1,143,224              | 47.54                  | 1954                   |
| 49                     | 마가단                 | 마가단                              |                        |                        | 주                     | | 세르게이 노소프 (통합 러시아)             | 극동                   | 극동                   | 462,464                | 136,085                | 0.29                   | 1953                   |
| 50                     | 모스크바               | 최대도시: 발라시하[c]               |                        |                        | 주                     | | 안드레이 보로비요프 (통합 러시아)         | 중앙                   | 중앙                   | 44,329                 | 8,524,665              | 192.30                 | 1929                   |
| 51                     | 무르만스크             | 무르만스크                          |                        |                        | 주                     | | 안드레이 치비스 (통합 러시아)             | 북서                   | 북부                   | 144,902                | 667,744                | 4.61                   | 1938                   |
| 52                     | 니즈니노브고로드       | 니즈니노브고로드                    |                        |                        | 주                     | | 글레브 니키틴 (통합 러시아)               | 볼가                   | 볼가밧캬               | 76,624                 | 3,119,115              | 40.71                  | 1936                   |
| 53                     | 노브고로드             | 벨리키노브고로드                    |                        |                        | 주                     | | 안드레이 니키틴 (통합 러시아)             | 북서                   | 북서                   | 54,501                 | 583,387                | 10.70                  | 1944                   |
| 54                     | 노보시비르스크         | 노보시비르스크                      |                        |                        | 주                     | | 안드레이 트라브니코프 (통합 러시아)       | 시베리아               | 서시베리아             | 177,756                | 2,797,176              | 15.74                  | 1937                   |
| 55                     | 옴스크                 | 옴스크                              |                        |                        | 주                     | | 알렉산드르 부르코프 (SRZP)                | 시베리아               | 서시베리아             | 141,140                | 1,858,798              | 13.17                  | 1934                   |
| 56                     | 오렌부르크             | 오렌부르크                          |                        |                        | 주                     | | 데니스 파슬러 (통합 러시아)               | 볼가                   | 우랄                   | 123,702                | 1,862,767              | 15.06                  | 1934                   |
| 57                     | 오룔                   | 오룔                                |                        |                        | 주                     | | 안드레이 클리치코프 (CPRF)                | 중앙                   | 중앙                   | 24,652                 | 713,374                | 28.94                  | 1937                   |
| 58                     | 펜자                   | 펜자                                |                        |                        | 주                     | | 올레크 멜니첸코 (통합 러시아)             | 볼가                   | 볼가                   | 43,352                 | 1,266,348              | 29.21                  | 1939                   |
| 59                     | 페름                   | 페름                                |                        |                        | 변경주                 | | 드미트리 마호닌 (무소속)                  | 볼가                   | 우랄                   | 160,236                | 2,532,405              | 15.80                  | 2005                   |
| 60                     | 프스코프               | 프스코프                            |                        |                        | 주                     | | 미하일 베데르니코프 (통합 러시아)         | 북서                   | 북서                   | 55,399                 | 599,084                | 10.81                  | 1944                   |
| 61                     | 로스토프               | 로스토프나도누                      |                        |                        | 주                     | | 바실리 골루베프 (통합 러시아)             | 남부                   | 북캅카스               | 100,967                | 4,200,729              | 41.60                  | 1937                   |
| 62                     | 랴잔                   | 랴잔                                |                        |                        | 주                     | | 파벨 말코프 (무소속)                      | 중앙                   | 중앙                   | 39,605                 | 1,102,810              | 27.85                  | 1937                   |
| 63                     | 사마라                 | 사마라                              |                        |                        | 주                     | | 드미트리 아자로프 (통합 러시아)           | 볼가                   | 볼가                   | 53,565                 | 3,172,925              | 59.24                  | 1928                   |
| 64                     | 사라토프               | 사라토프                            |                        |                        | 주                     | | 로만 부사르긴 (통합 러시아)               | 볼가                   | 볼가                   | 101,240                | 2,442,575              | 24.13                  | 1936                   |
| 65                     | 사할린                 | 유즈노사할린스크                    |                        |                        | 주                     | | 발레리 리마렌코 (통합 러시아)             | 극동                   | 극동                   | 87,101                 | 466,609                | 5.36                   | 1947                   |
| 66                     | 스베르들롭스크         | 예카테린부르크                      |                        |                        | 주                     | | 예브게니 쿠이바셰프 (통합 러시아)         | 우랄                   | 우랄                   | 194,307                | 4,268,998              | 21.97                  | 1935                   |
| 67                     | 스몰렌스크             | 스몰렌스크                          |                        |                        | 주                     | | 알렉세이 오스트로프스키 (LDPR)            | 중앙                   | 중앙                   | 49,779                 | 888,421                | 17.85                  | 1937                   |
| 68                     | 탐보프                 | 탐보프                              |                        |                        | 주                     | | 막심 예고로프 (통합 러시아, 연기)         | 중앙                   | 중앙흑지구             | 34,462                 | 982,991                | 28.52                  | 1937                   |
| 69                     | 트베리                 | 트베리                              |                        |                        | 주                     | | 이고르 루데냐 (통합 러시아)               | 중앙                   | 중앙                   | 84,201                 | 1,230,171              | 14.61                  | 1935                   |
| 70                     | 톰스크                 | 톰스크                              |                        |                        | 주                     | | 블라디미르 마주르 (통합 러시아, 연기)     | 시베리아               | 서시베리아             | 314,391                | 1,062,666              | 3.38                   | 1944                   |
| 71                     | 툴라                   | 툴라                                |                        |                        | 주                     | | 알렉세이 디우민 (통합 러시아)             | 중앙                   | 중앙                   | 25,679                 | 1,501,214              | 58.46                  | 1937                   |
| 72                     | 튜멘                   | 튜멘                                |                        |                        | 주                     | | 알렉산드르 무어 (통합 러시아)             | 우랄                   | 서시베리아             | 160,122                | 1,601,940              | 10.00                  | 1944                   |
| 73                     | 울리야놉스크           | 울리야놉스크                        |                        |                        | 주                     | | 알렉세이 루스키흐 (CPRF)                  | 볼가                   | 볼가                   | 37,181                 | 1,196,745              | 32.19                  | 1943                   |
| 74                     | 첼랴빈스크             | 첼랴빈스크                          |                        |                        | 주                     | | 알렉세이 텍슬러 (통합 러시아)             | 우랄                   | 우랄                   | 88,529                 | 3,431,224              | 38.76                  | 1934                   |
| 75                     | 자바이칼               | 치타                                |                        |                        | 변경주                 | | 알렉산드르 오시포프 (무소속)              | 극동                   | 동시베리아             | 431,892                | 1,004,125              | 2.32                   | 2008                   |
| 76                     | 야로슬라블             | 야로슬라블                          |                        |                        | 주                     | | 미하일 예브라예프 (무소속)                | 중앙                   | 중앙                   | 36,177                 | 1,209,811              | 33.44                  | 1936                   |
| 77                     | 모스크바               | 모스크바                            |                        |                        | 연방시                 | | 세르게이 소비야닌 (통합 러시아)           | 중앙                   | 중앙                   | 2,561                  | 13,010,112             | 5,080.09               | 1147                   |
| 78                     | 상트페테르부르크       | 상트페테르부르크                    |                        |                        | 연방시                 | | 알렉산드르 베글로프 (통합 러시아)         | 북서                   | 북서                   | 1,403                  | 5,601,911              | 3,992.81               | 1703                   |
| 79                     | 유대인                 | 비로비잔                            |                        |                        | 자치주                 | 유대인 | 로스티슬라프 골드스타인 (통합 러시아)     | 극동                   | 극동                   | 36,271                 | 150,453                | 4.15                   | 1934                   |
| 80                     | 네네츠                 | 나리얀마르                          |                        |                        | 자치구                 | 네네츠인 | 유리 베즈두드니 (통합 러시아)             | 북서                   | 북부                   | 176,810                | 41,434                 | 0.23                   | 1929                   |
| 81                     | 한티만시               | 한티만시스크 (최대도시: 수르구트)   |                        |                        | 자치구                 | 한티인, 만시인 | 나탈리야 코마로바 (통합 러시아)           | 우랄                   | 서시베리아             | 534,801                | 1,711,480              | 3.20                   | 1930                   |
| 82                     | 축치                   | 아나디리                            |                        |                        | 자치구                 | 축치인 | 로만 코핀 (통합 러시아)                   | 극동                   | 극동                   | 721,481                | 47,490                 | 0.07                   | 1930                   |
| 83                     | 야말로네네츠           | 살레하르트 (최대도시: 노비우렌고이) |                        |                        | 자치구                 | 네네츠인 | 드미트리 아르투호프 (통합 러시아)         | 우랄                   | 서시베리아             | 769,250                | 510,490                | 0.66                   | 1930                   |

| 국제적으로 인정된 우크라이나의 국경 내에 위치한 분쟁 지역 | 국제적으로 인정된 우크라이나의 국경 내에 위치한 분쟁 지역 | 국제적으로 인정된 우크라이나의 국경 내에 위치한 분쟁 지역 | 국제적으로 인정된 우크라이나의 국경 내에 위치한 분쟁 지역 | 국제적으로 인정된 우크라이나의 국경 내에 위치한 분쟁 지역 | 국제적으로 인정된 우크라이나의 국경 내에 위치한 분쟁 지역 | 국제적으로 인정된 우크라이나의 국경 내에 위치한 분쟁 지역 | 국제적으로 인정된 우크라이나의 국경 내에 위치한 분쟁 지역 | 국제적으로 인정된 우크라이나의 국경 내에 위치한 분쟁 지역 | 국제적으로 인정된 우크라이나의 국경 내에 위치한 분쟁 지역 | 국제적으로 인정된 우크라이나의 국경 내에 위치한 분쟁 지역 | 국제적으로 인정된 우크라이나의 국경 내에 위치한 분쟁 지역 | 국제적으로 인정된 우크라이나의 국경 내에 위치한 분쟁 지역 | 국제적으로 인정된 우크라이나의 국경 내에 위치한 분쟁 지역 |  |  |        |  |                                   |      |          |        |           |       |      |
| 번호                                                      | 이름                                                      | 수도/ 행정수도[a]                                         | 국기                                                      | 국장                                                      | 유형                                                      |                                                           | 주체 수반                                                 | 연방관구                                                  | 경제지구                                                  | 면적 (km2)                                                | 인구                                                      | 인구                                                      | 설립                                                      |  |  |        |  |                                   |      |          |        |           |       |      |
| --------------------------------------------------------- | --------------------------------------------------------- | --------------------------------------------------------- | --------------------------------------------------------- | --------------------------------------------------------- | --------------------------------------------------------- | --------------------------------------------------------- | --------------------------------------------------------- | --------------------------------------------------------- | --------------------------------------------------------- | --------------------------------------------------------- | --------------------------------------------------------- | --------------------------------------------------------- | --------------------------------------------------------- |  |  | ------ |  | --------------------------------- | ---- | -------- | ------ | --------- | ----- | ---- |
| 번호                                                      | 이름                                                      | 수도/ 행정수도[a]                                         | 국기                                                      | 국장                                                      | 유형                                                      | 84                                                        | 주체 수반                                                 | 연방관구                                                  | 경제지구                                                  | 면적 (km2)                                                | 크림 공화국[d]                                            | 심페로폴                                                  | 설립                                                      |  |  | 공화국 |  | 세르게이 악시오노프 (통합 러시아) | 남부 | 북캅카스 | 26,081 | 1,934,630 | 74.18 | 2014 |
| 85                                                        | 세바스토폴[d]                                             | 세바스토폴[d]                                             |                                                           |                                                           | 연방시                                                    |                                                           | 미하일 라즈보자예프 (통합 러시아)                         | 남부                                                      | 북캅카스                                                  | 864                                                       | 547,820                                                   | 634.05                                                    | 2014                                                      |  |  |        |  |                                   |      |          |        |           |       |      |
| 86                                                        | 도네츠크 인민공화국[d][f]                                 | 도네츠크                                                  |                                                           |                                                           | 공화국                                                    |                                                           | 데니스 푸실린 (통합 러시아/ODDR)                          |                                                           |                                                           | 26,517[g]                                                 | 4,100,280[g]                                              | 154.63[g]                                                 | 2022                                                      |  |  |        |  |                                   |      |          |        |           |       |      |
| 87                                                        | 루간스크 인민공화국[d][f]                                 | 루간스크                                                  |                                                           |                                                           | 공화국                                                    |                                                           | 레오니트 파세치니크 (통합 러시아/ML)                      |                                                           |                                                           | 26,684[g]                                                 | 2,121,322[g]                                              | 79.50[g]                                                  | 2022                                                      |  |  |        |  |                                   |      |          |        |           |       |      |
| 88                                                        | 자포로지예[d][f]                                          | 멜리토폴 (사실상) 자포리자 (분쟁)                         |                                                           |                                                           | 주                                                        |                                                           | 예브게니 발리츠키 (통합 러시아)                           |                                                           |                                                           | 27,183[g]                                                 | 1,666,515[g]                                              | 61.31[g]                                                  | 2022                                                      |  |  |        |  |                                   |      |          |        |           |       |      |
| 89                                                        | 헤르손[d][f]                                              | 헤니체스크 (사실상) 헤르손 (분쟁) (최대도시: 헤르손)      |                                                           |                                                           | 주                                                        |                                                           | 블라디미르 살도 (무소속)                                  |                                                           |                                                           | 28,461[g]                                                 | 1,016,707[g]                                              | 35.72[g]                                                  | 2022                                                      |  |  |        |  |                                   |      |          |        |           |       |      |

### 노트
a. ^  수도/행정수도와 다를 때 가장 큰 도시로 나열된다.
b. ^  레닌그라드주 헌장 제13조에 따르면, 주 정부 기관은 상트페테르부르크시에 위치한다. 그러나 상트페테르부르크는 공식적으로 주의 행정수도는 아니다.
c. ^  모스크바주 헌장 제24조에 따르면, 모스크바주의 통치 기관은 모스크바시와 모스크바주 영토 전체에 위치한다. 그러나 모스크바는 공식적으로 주의 행정수도는 아니다.
d. ^  우크라이나의 일부로 국제적으로 인정됨.
e. ^  2000년 2월 체첸 공화국에 대한 구 20번 코드가 취소되고 95번 코드로 대체되었다. 체첸 전쟁으로 인해 번호판 생산이 중단되어 수많은 문제가 발생했고, 이로 인해 이 지역은 새로운 코드를 사용해야 했다.
f. ^  러시아가 일부만 통제했다고 주장한다.
g. ^  러시아는 이 지역을 일부만 통제하고 있으므로 이는 주장된 수치일 뿐이다.

## 합병, 분할 및 내부 영토 변화

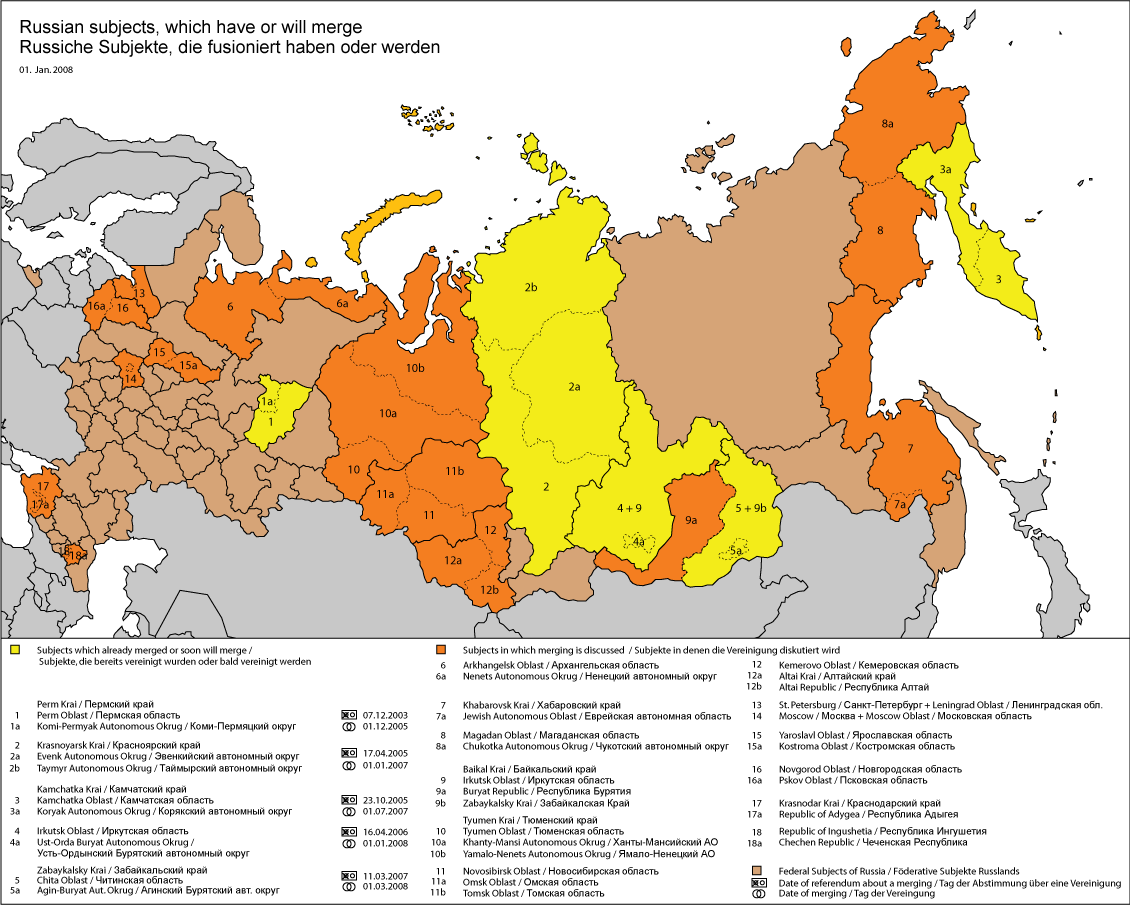
연방주체의 지도는 21세기 첫 10년 동안 합병된 것(노란색)과 같은 10년 동안 합병이 논의된 것(주황색)을 강조함.

러시아 연방의 주체가 아니게 되어 특별 지위를 가진 지역으로 격하된 6개 지역 외에도, 다른 3개 주체는 주체 지위를 가지고 있지만 동시에 인구가 더 많은 주체의 일부이다.
- 네네츠 자치구(2010년 인구 42,090명)는 1993년부터 주체였지만 헌법에 따라 아르한겔스크주의 일부이기도 하다.
- 한티만시 자치구는 1977년에 자치권을 획득했지만 튜멘주의 일부이기도 하다.
- 야말로네네츠 자치구는 1992년에 주체 지위를 획득했지만(1977년에 자치권을 획득한 후), 튜멘주의 일부이기도 하다.

2018년 기준 추산 인구는 49,348명인 추콧카는 현재 인구가 더 많은 주에 속하지 않은 러시아에서 가장 인구가 적은 주다. 1993년에 마가단주에서 분리되었다. 축치는 러시아에서 가장 부유한 주 중 하나(1인당 지역 총생산[GRP]이 호주와 동일)이므로 이웃 주의 경제적 역동성을 이용하기 위해 주를 합병하는 패턴에 맞지 않다.
| 국민투표일 | 합병일     | 원래 독립체 | 원래 코드                | 새 코드 | 원래 독립체                                                             | 새 독립체               |
| ---------- | ---------- | ----------- | ------------------------ | ------- | ----------------------------------------------------------------------- | ----------------------- |
| 2003-12-07 | 2005-12-01 | 1, 1a       | 59 (1), 81 (1a)          | 90      | 페름주 (1) + 코미페르먀크 자치구 (1a)                                   | 페름 변경주             |
| 2005-04-17 | 2007-01-01 | 2, 2a, 2b   | 24 (2), 88 (2a), 84 (2b) | 24      | 크라스노야르스크 변경주 (2) + 에벤키 자치구 (2a) + 타이미르 자치구 (2b) | 크라스노야르스크 변경주 |
| 2005-10-23 | 2007-07-01 | 3, 3a       | 41 (3), 82 (3a)          | 91      | 캄차카주 (3) + 코랴크구 (3a)                                            | 캄차카 변경주           |
| 2006-04-16 | 2008-01-01 | 4, 4a       | 38 (4), 85 (4a)          | 38      | 이르쿠츠크주 (4) + 우스티오르딘스키부랴트 자치구 (4a)                   | 이르쿠츠크주            |
| 2007-03-11 | 2008-03-01 | 5, 5a       | 75 (5), 80 (5a)          | 92      | 치타주 (5) + 아긴스크부랴트 자치구 (5a)                                 | 자바이칼 변경주         |

러시아 연방의 주체가 아니게 되어 특별 지위를 가진 지역으로 격하된 6개 지역 외에도, 다른 3개 주체는 주체 지위를 가지고 있지만 동시에 인구가 더 많은 주체의 일부이다.
- 네네츠 자치구(2010년 인구 42,090명)는 1993년부터 주체였지만 헌법에 따라 아르한겔스크주의 일부이기도 하다.
- 한티만시 자치구는 1977년에 자치권을 획득했지만 튜멘주의 일부이기도 하다.
- 야말로네네츠 자치구는 1992년에 주체 지위를 획득했지만(1977년에 자치권을 획득한 후), 튜멘주의 일부이기도 하다.

2018년 기준 추산 인구는 49,348명인 추콧카는 현재 인구가 더 많은 주에 속하지 않은 러시아에서 가장 인구가 적은 주다. 1993년에 마가단주에서 분리되었다. 축치는 러시아에서 가장 부유한 주 중 하나(1인당 지역 총생산 GRP이 호주와 동일)이므로 이웃 주의 경제적 역동성을 이용하기 위해 주를 합병하는 패턴에 맞지 않다.
1992년, 인구셰티야는 체첸에서 폭력이 심화되는 것을 피하기 위해 그리고 북오세티야의 동부를 차지하기 위해 체첸에서 분리되었다(사실상 효과가 없었다. 체첸 갈등으로 인해 인구셰티야로 폭력이 확산되었고 북오세티야는 프리고로드니군을 유지했다). 이 두 무슬림 공화국은 대부분(95% 이상)이 가까운 바이나흐족으로 구성되어 있고 바이나흐어를 사용하며 러시아에서 가장 가난한 두 지역으로 남아 있다. 인구셰티야의 1인당 GRP는 이라크와 동일하다. 그러나 2016년 통계에 따르면 이 지역은 러시아에서 가장 안전한 지역이기도 하며 알코올 소비량도 가장 낮고 알코올 중독은 연방 평균보다 최소 40배 낮다.
1994년까지 소콜스키군은 이바노보주의 일부였다.
2011년 ~ 2012년에 모스크바의 영토는 모스크바주의 일부를 인수하여 140%(2,511 km2 (970 mi2)) 증가했다.
2020년 5월 13일, 아르한겔스크주와 네네츠 자치구의 주지사는 코로나19 범유행으로 인해 석유 가격이 폭락한 이후 합병 계획을 발표했다. 이 과정은 대중의 인식 부족으로 인해 7월 2일에 폐지되었다.

## 같이 보기
- 러시아의 하위구역
- 러시아의 연방관구
- 러시아의 경제지구
- 러시아의 행정 구역의 역사
- 러시아의 국장
- 소련의 공화국
- 소련의 공화국의 국기
- 러시아의 연방주체의 국기
- 러시아의 연방주체의 인구 목록
- 러시아의 연방주체의 수장 목록
- 러시아 자원봉사대